# المدرسة الكاملية (القاهرة)
المدرسة الكاملية أنشأها الملك الكامل محمد بن العادل الأيوبي لدراسة الحديث وكان ذلك في عام 622هـ- 1225م. تقع بقايا المدرسة الكاملية على الجانب الغربي لسوق النحاسين وإلى الناحية الشمالية لمدرسة وضريح برقوق، ولم يبق منها سوى بقايا الإيوان الغربي. وقد نقل منها بقايا زخارف جصية بها كتابات بالخط الكوفي إلى متحف الفن الإسلامي. يرى بعض علماء الآثار أن المدرسة الكاملية أقدم نموذج لطراز تخطيط المدرسة ذات الإيوانين. أعاد بناء المدرسة الأمير حسن كتخدا مستحفظان الشعراوي سنة 1166هجرية.

## الوصف
تنص الكتابة على المدخل أن الأمير حسن الشعراوى كتخدا أصلح المدرسة الكاملية بعد أن تهدمت في (سنة 1166 هجرية - سنة 1752م) .

## معرض صور

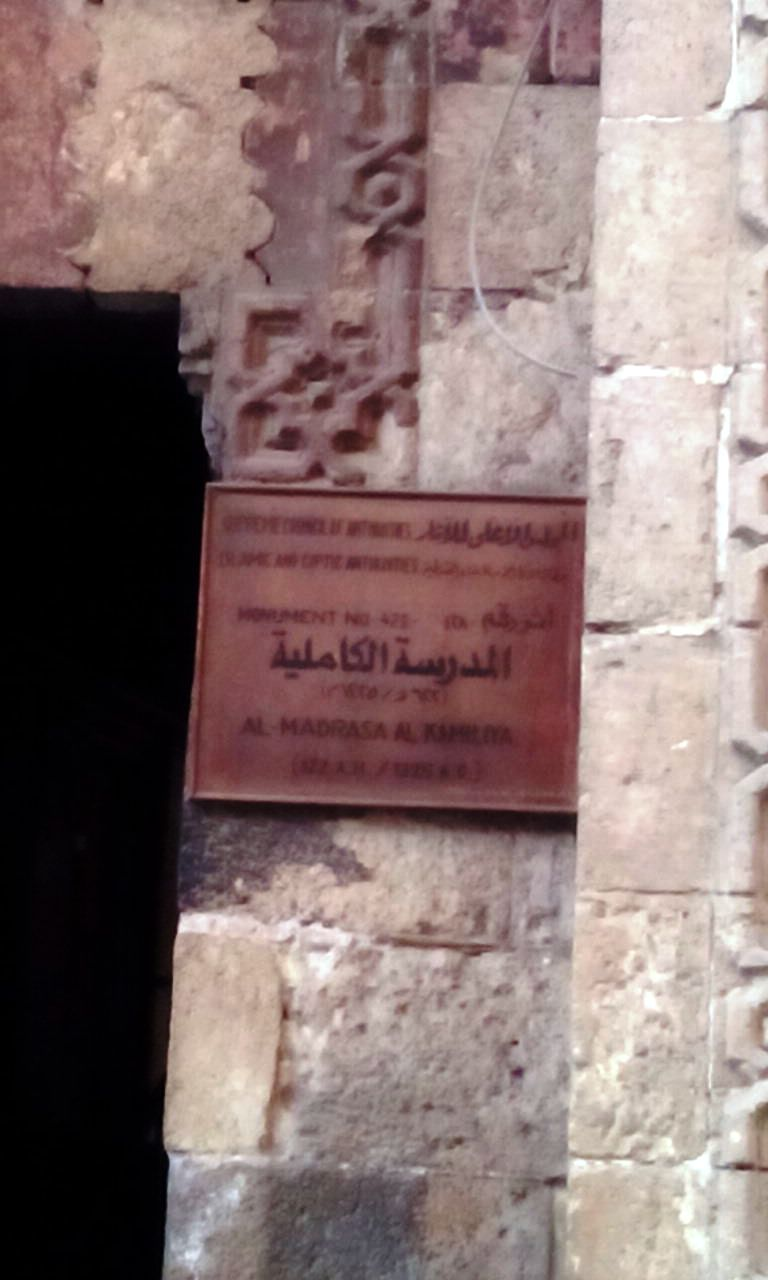
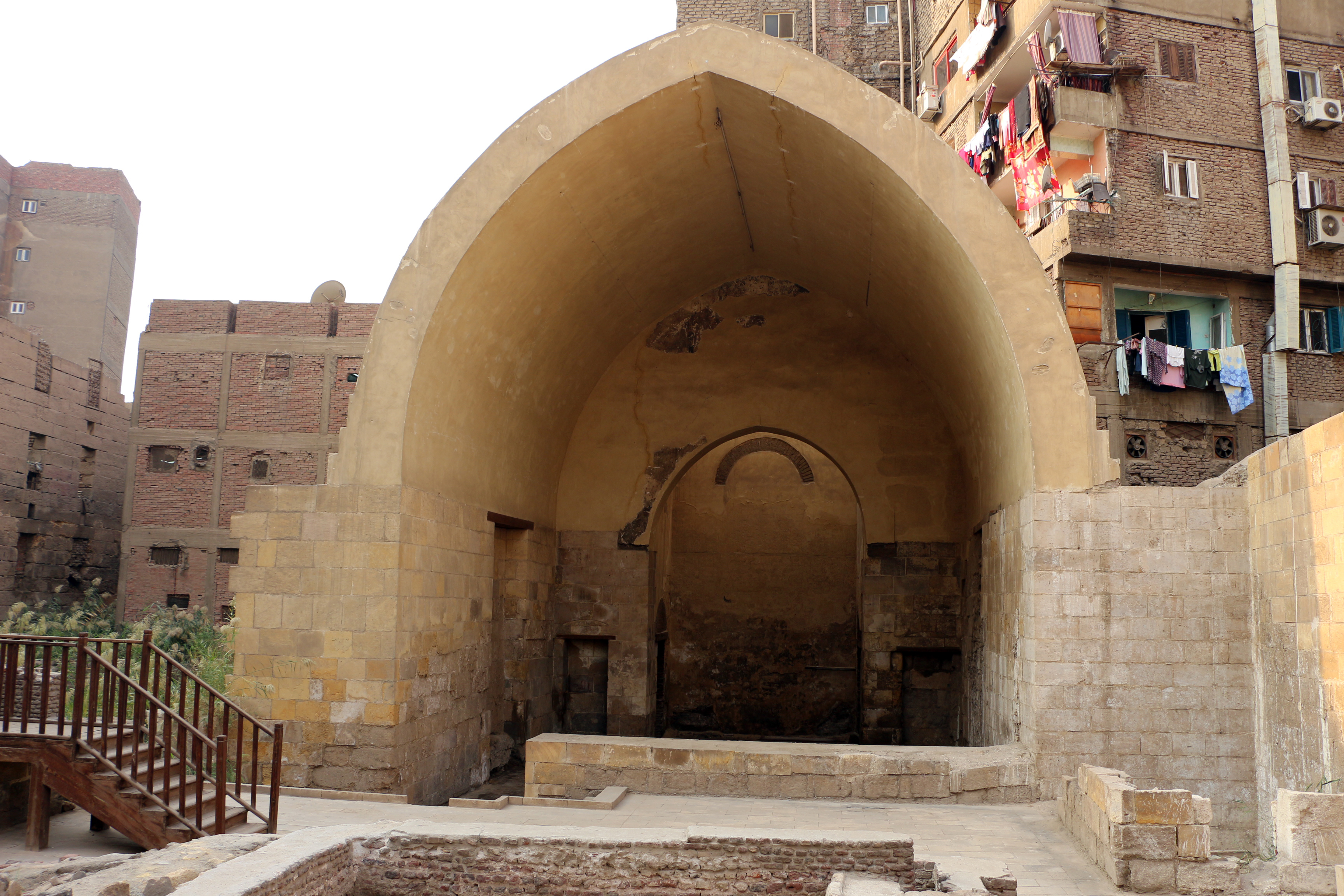
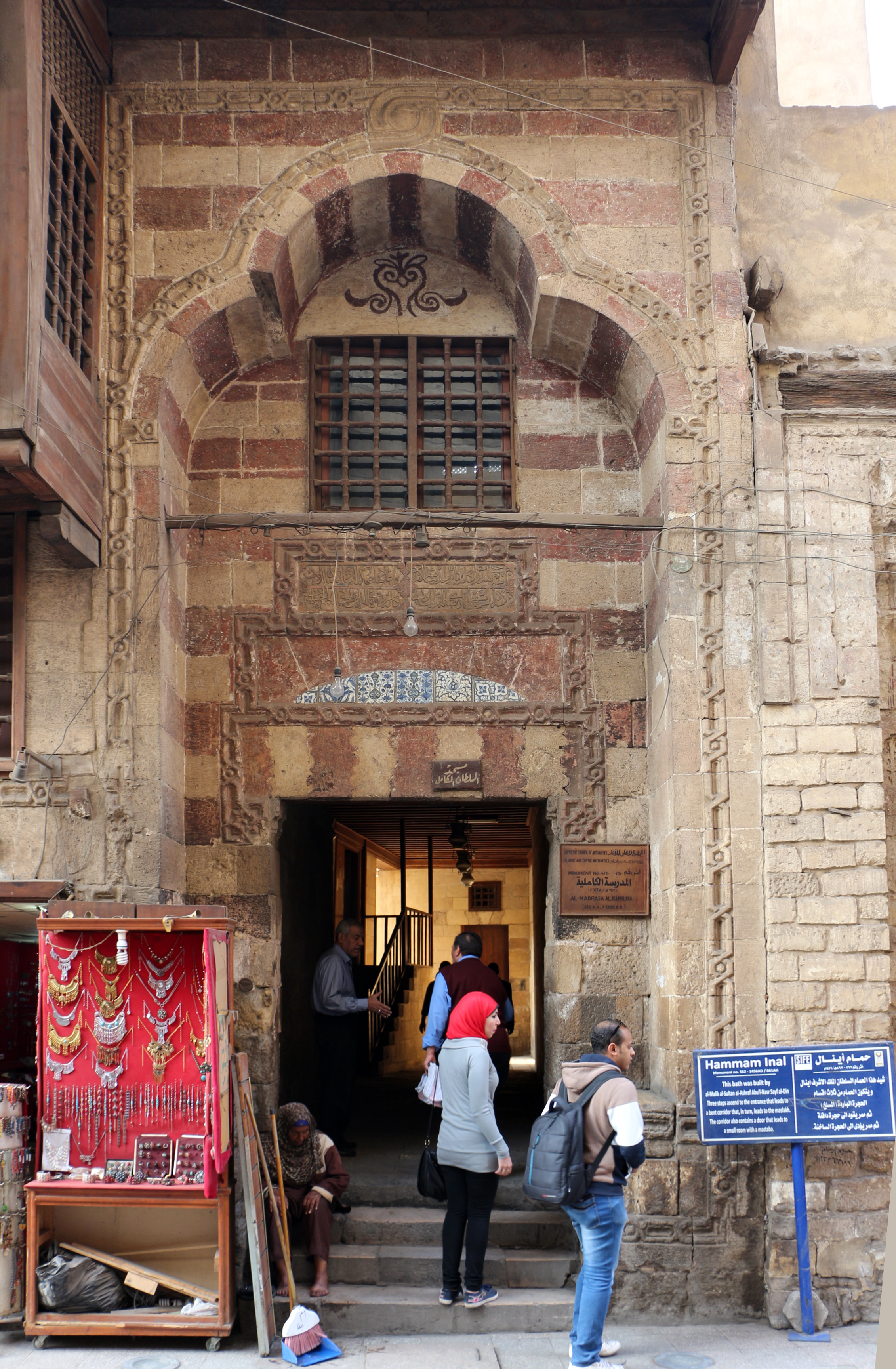
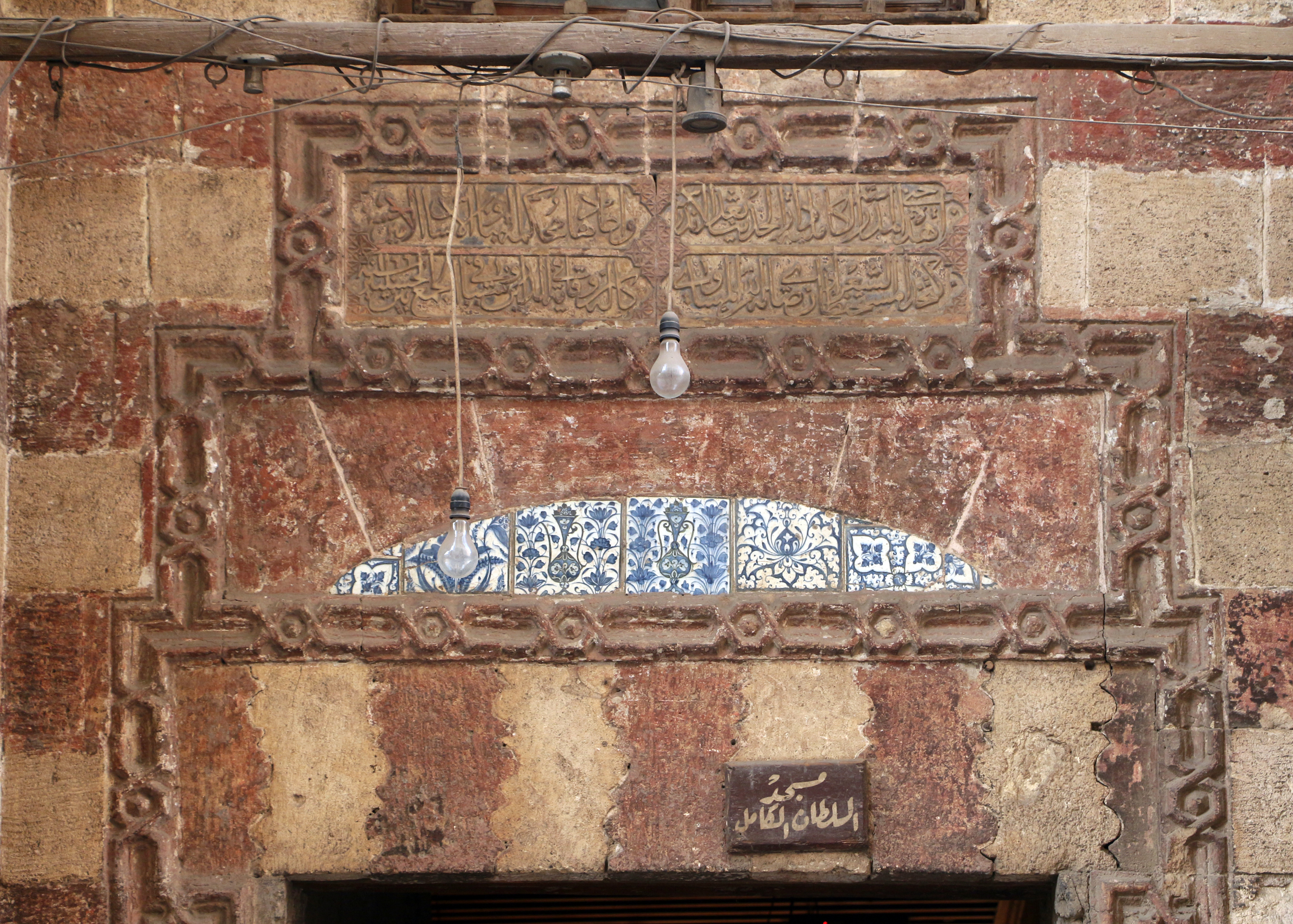

## وصلات خارجية
- آثار القاهرة الإسلامية- المدرسة الكاملية